# Lista de vereadores de Santo André da 8.ª legislatura
Esta é a lista de vereadores de Santo André da 8.ª Legislatura, período que compreende de 1977 até 1982.
| 7.ª legislatura | Lista de vereadores de Santo André da 8.ª legislatura | 9.ª legislatura |

## Mesa Diretora
A composição da mesa diretora da Câmara Municipal de Santo André durante os três biênios da 8.ª Legislatura tiveram as seguintes formações:
| 1977-1978       | 1977-1978                 | 1979-1980       | 1979-1980                    | 1981-1982       | 1981-1982                |
| Presidência     | Presidência               | Presidência     | Presidência                  | Presidência     | Presidência              |
| --------------- | ------------------------- | --------------- | ---------------------------- | --------------- | ------------------------ |
| Presidente      | Belarmino Maximiano (MDB) | Presidente      | André Mascotto (MDB)         | Presidente      | Emílio Magalhães (PDS)   |
| Vice-presidente | José de Araújo (MDB)      | Vice-presidente | José Carlos de Almeida (MDB) | Vice-presidente | Manoel Oliveira (PMDB)   |
| Secretaria      |                           |                 |                              |                 |                          |
| 1.º Secretário  | Antenor Biolcatti (MDB)   | 1.º Secretário  | Belarmino Maximiano (MDB)    | 1.º Secretário  | Adelmo Campanholo (PMDB) |
| 2.º Secretário  | Manoel Oliveira (MDB)     | 2.º Secretário  | Juvenal Fontanella (MDB)     | 2.º Secretário  | Antenor Biolcatti (PMDB) |
| 2.º Secretário  | Manoel Oliveira (MDB)     | 2.º Secretário  | Waldemar Polimeno (ARENA)    | 2.º Secretário  | Antenor Biolcatti (PMDB) |
| 3.º Secretário  | Adelmo Campanholo (MDB)   | 3.º Secretário  | Antenor Biolcatti (MDB)      | 3.º Secretário  | Norio Arimura (PDS)      |

## Parlamentares
| Parlamentar | Parlamentar                  | Imagem                                           | Partido | Partido                              | Votos | %     | Notas                                                    | Posição  |
| ----------- | ---------------------------- | ------------------------------------------------ | ------- | ------------------------------------ | ----- | ----- | -------------------------------------------------------- | -------- |
| 1.º         | Adelmo Campanholo            |                                                  |         | Movimento Democrático Brasileiro MDB | 3.456 | 1,47% | [ 4 ]                                                    | Governo  |
| 1.º         | Adelmo Campanholo            | Partido do Movimento Democrático Brasileiro PMDB |         |                                      | 3.456 | 1,47% | [ 4 ]                                                    | Governo  |
| 2.º         | Ademir Scarpelli             |                                                  |         | Movimento Democrático Brasileiro MDB | 2.598 | 1,10% | [ 4 ]                                                    | Governo  |
| 2.º         | Ademir Scarpelli             | Partido do Movimento Democrático Brasileiro PMDB |         |                                      | 2.598 | 1,10% | [ 4 ]                                                    | Governo  |
| 3.º         | Affonso Maria Zanei          |                                                  |         | Aliança Renovadora Nacional ARENA    | 3.504 | 1,49% | [ 4 ]                                                    | Oposição |
| 3.º         | Affonso Maria Zanei          | Partido Democrático Social PDS                   |         |                                      | 3.504 | 1,49% | [ 4 ]                                                    | Oposição |
| 4.º         | Américo Lopes Gil            |                                                  |         | Movimento Democrático Brasileiro MDB | 2.624 | 1,11% | [ 4 ]                                                    | Governo  |
| 4.º         | Américo Lopes Gil            | Partido do Movimento Democrático Brasileiro PMDB |         |                                      | 2.624 | 1,11% | [ 4 ]                                                    | Governo  |
| 5.º         | André Justo Mascotto         |                                                  |         | Movimento Democrático Brasileiro MDB | 3.175 | 1,35% | [ 4 ]                                                    | Governo  |
| 5.º         | André Justo Mascotto         | Partido do Movimento Democrático Brasileiro PMDB |         |                                      | 3.175 | 1,35% | [ 4 ]                                                    | Governo  |
| 6.º         | Antenor Biolcatti            |                                                  |         | Movimento Democrático Brasileiro MDB | 4.843 | 2,06% | [ 4 ]                                                    | Governo  |
| 6.º         | Antenor Biolcatti            | Partido do Movimento Democrático Brasileiro PMDB |         |                                      | 4.843 | 2,06% | [ 4 ]                                                    | Governo  |
| 7.º         | Antonio Maria Filho          |                                                  |         | Aliança Renovadora Nacional ARENA    | 5.806 | 2,47% | [ 4 ]                                                    | Oposição |
| 7.º         | Antonio Maria Filho          | Partido Democrático Social PDS                   |         |                                      | 5.806 | 2,47% | [ 4 ]                                                    | Oposição |
| 8.º         | Antonio Sebastião da Silva   |                                                  |         | Aliança Renovadora Nacional ARENA    | 3.986 | 1,69% | [ 4 ]                                                    | Oposição |
| 8.º         | Antonio Sebastião da Silva   | Partido Democrático Social PDS                   |         |                                      | 3.986 | 1,69% | [ 4 ]                                                    | Oposição |
| 9.º         | Belarmino Maximiano          |                                                  |         | Movimento Democrático Brasileiro MDB | 3.478 | 1,48% | [ 4 ]                                                    | Governo  |
| 9.º         | Belarmino Maximiano          | Partido do Movimento Democrático Brasileiro PMDB |         |                                      | 3.478 | 1,48% | [ 4 ]                                                    | Governo  |
| 10.º        | Emílio Pires Magalhães       |                                                  |         | Aliança Renovadora Nacional ARENA    | 3.493 | 1,48% | [ 4 ]                                                    | Oposição |
| 10.º        | Emílio Pires Magalhães       | Partido Democrático Social PDS                   |         |                                      | 3.493 | 1,48% | [ 4 ]                                                    | Oposição |
| 11.º        | Gervasto Elíseo Maschio      |                                                  |         | Movimento Democrático Brasileiro MDB | 3.011 | 1,28% | [ 4 ]                                                    | Governo  |
| 11.º        | Gervasto Elíseo Maschio      | Partido do Movimento Democrático Brasileiro PMDB |         |                                      | 3.011 | 1,28% | [ 4 ]                                                    | Governo  |
| 12.º        | José Carlos de Almeida Filho |                                                  |         | Movimento Democrático Brasileiro MDB | 3.614 | 1,54% | [ 4 ]                                                    | Governo  |
| 12.º        | José Carlos de Almeida Filho | Partido do Movimento Democrático Brasileiro PMDB |         |                                      | 3.614 | 1,54% | [ 4 ]                                                    | Governo  |
| 13.º        | José Francisco de Araújo     |                                                  |         | Movimento Democrático Brasileiro MDB | 5.486 | 2,33% | [ 4 ]                                                    | Governo  |
| 13.º        | José Francisco de Araújo     | Partido do Movimento Democrático Brasileiro PMDB |         |                                      | 5.486 | 2,33% | [ 4 ]                                                    | Governo  |
| 14.º        | José Mendes Botelho          |                                                  |         | Movimento Democrático Brasileiro MDB | 2.935 | 1,25% | [ 4 ]                                                    | Governo  |
| 14.º        | José Mendes Botelho          | Partido do Movimento Democrático Brasileiro PMDB |         |                                      | 2.935 | 1,25% | [ 4 ]                                                    | Governo  |
| 15.º        | Juvenal Fontanella           |                                                  |         | Movimento Democrático Brasileiro MDB | 3.268 | 1,39% | Substituído por Walter Hugo Pinaya durante a legislatura | Governo  |
| 15.º        | Juvenal Fontanella           | Partido do Movimento Democrático Brasileiro PMDB |         |                                      | 3.268 | 1,39% | Substituído por Walter Hugo Pinaya durante a legislatura | Governo  |
| 16.º        | Manoel Rodrigues de Oliveira |                                                  |         | Movimento Democrático Brasileiro MDB | 4.394 | 1,87% | [ 4 ]                                                    | Governo  |
| 16.º        | Manoel Rodrigues de Oliveira | Partido do Movimento Democrático Brasileiro PMDB |         |                                      | 4.394 | 1,87% | [ 4 ]                                                    | Governo  |
| 17.º        | Norio Arimura                |                                                  |         | Aliança Renovadora Nacional ARENA    | 3.201 | 1,36% | [ 4 ]                                                    | Oposição |
| 17.º        | Norio Arimura                | Partido Democrático Social PDS                   |         |                                      | 3.201 | 1,36% | [ 4 ]                                                    | Oposição |
| 18.º        | Waldemar Polimeno            |                                                  |         | Aliança Renovadora Nacional ARENA    | 2.751 | 1,17% | [ 4 ]                                                    | Oposição |
| 18.º        | Waldemar Polimeno            | Partido Democrático Social PDS                   |         |                                      | 2.751 | 1,17% | [ 4 ]                                                    | Oposição |
| 19.º        | Waldemar Soares              |                                                  |         | Aliança Renovadora Nacional ARENA    | 2.902 | 1,23% | [ 4 ]                                                    | Oposição |
| 19.º        | Waldemar Soares              | Partido Democrático Social PDS                   |         |                                      | 2.902 | 1,23% | [ 4 ]                                                    | Oposição |

## Suplentes
| Parlamentar | Parlamentar        | Imagem                                           | Partido | Partido                              | Votos | % | Notas | Titular            | Ref.  | Posição |
| ----------- | ------------------ | ------------------------------------------------ | ------- | ------------------------------------ | ----- | - | ----- | ------------------ | ----- | ------- |
| -           | Walter Hugo Pinaya |                                                  |         | Movimento Democrático Brasileiro MDB |       |   |       | Juvenal Fontanella | [ 5 ] | Governo |
| -           | Walter Hugo Pinaya | Partido do Movimento Democrático Brasileiro PMDB |         |                                      |       |   |       | Juvenal Fontanella | [ 5 ] | Governo |

## Comissões
| Comissões Permanentes                    | 1977                           | 1977                           | 1977   |
| Comissões Permanentes                    | Presidente                     | Membros                        | Ref.   |
| ---------------------------------------- | ------------------------------ | ------------------------------ | ------ |
| Comissão de Justiça e Redação            | André Justo Mascotto (MDB)     | José Carlos de Almeida (MDB)   | [ 6 ]  |
| Comissão de Justiça e Redação            | André Justo Mascotto (MDB)     | Antonio Sebastião (ARENA)      | [ 6 ]  |
| Comissão de Finanças e Orçamento         | Juvenal Fontanella (MDB)       | Ademir Scarpelli (MDB)         | [ 6 ]  |
| Comissão de Finanças e Orçamento         | Juvenal Fontanella (MDB)       | Affonso Maria Zanei (ARENA)    | [ 6 ]  |
| Comissão de Obras e Serviços Públicos    | José Mendes Botelho (MDB)      | Américo Lopes Gil (MDB)        | [ 6 ]  |
| Comissão de Obras e Serviços Públicos    | José Mendes Botelho (MDB)      | Waldemar Polimeno (ARENA)      | [ 6 ]  |
| Comissão de Cultura e Assistência Social | Gervasto Elíseo Maschio (MDB)  | José Mendes Botelho (MDB)      | [ 6 ]  |
| Comissão de Cultura e Assistência Social | Gervasto Elíseo Maschio (MDB)  | José Carlos de Almeida (MDB)   | [ 6 ]  |
| Comissão de Cultura e Assistência Social | Gervasto Elíseo Maschio (MDB)  | Norio Arimura (ARENA)          | [ 6 ]  |
| Comissões Permanentes                    | 1978                           | 1978                           | 1978   |
| Comissões Permanentes                    | Presidente                     | Membros                        | Ref.   |
| Comissão de Justiça e Redação            | José Mendes Botelho (MDB)      | André Justo Mascotto (MDB)     | [ 7 ]  |
| Comissão de Justiça e Redação            | José Mendes Botelho (MDB)      | Affonso Maria Zanei (ARENA)    | [ 7 ]  |
| Comissão de Finanças e Orçamento         | Ademir Scarpelli (MDB)         | Juvenal Fontanella (MDB)       | [ 7 ]  |
| Comissão de Finanças e Orçamento         | Ademir Scarpelli (MDB)         | Emílio Magalhães (ARENA)       | [ 7 ]  |
| Comissão de Obras e Serviços Públicos    | Gervasto Elíseo Maschio (MDB)  | José Carlos de Almeida (MDB)   | [ 7 ]  |
| Comissão de Obras e Serviços Públicos    | Gervasto Elíseo Maschio (MDB)  | Waldemar Soares (ARENA)        | [ 7 ]  |
| Comissão de Cultura e Assistência Social | Américo Lopes Gil (MDB)        | Juvenal Fontanella (MDB)       | [ 7 ]  |
| Comissão de Cultura e Assistência Social | Américo Lopes Gil (MDB)        | Waldemar Polimeno (ARENA)      | [ 7 ]  |
| Comissões Permanentes                    | 1979                           | 1979                           | 1979   |
| Comissões Permanentes                    | Presidente                     | Membros                        | Ref.   |
| Comissão de Justiça e Redação            | Manoel Oliveira (MDB)          | Antonio Sebastião (ARENA)      | [ 8 ]  |
| Comissão de Justiça e Redação            | Manoel Oliveira (MDB)          | Gervasto Elíseo Maschio (MDB)  | [ 8 ]  |
| Comissão de Finanças e Orçamento         | Affonso Maria Zanei (ARENA)    | Emílio Magalhães (ARENA)       | [ 8 ]  |
| Comissão de Finanças e Orçamento         | Affonso Maria Zanei (ARENA)    | José de Araújo (MDB)           | [ 8 ]  |
| Comissão de Obras e Serviços Públicos    | Juvenal Fontanella (MDB)       | Manoel Oliveira (MDB)          | [ 8 ]  |
| Comissão de Obras e Serviços Públicos    | Juvenal Fontanella (MDB)       | Waldemar Soares (ARENA)        | [ 8 ]  |
| Comissão de Cultura e Assistência Social | Adelmo Campanholo (MDB)        | Antonio Maria (ARENA)          | [ 8 ]  |
| Comissão de Cultura e Assistência Social | Adelmo Campanholo (MDB)        | Américo Lopes Gil (MDB)        | [ 8 ]  |
| Comissões Permanentes                    | 1980                           | 1980                           | 1980   |
| Comissões Permanentes                    | Presidente                     | Membros                        | Ref.   |
| Comissão de Justiça e Redação            | Gervasto Elíseo Maschio (PMDB) | Manoel Oliveira (PMDB)         | [ 9 ]  |
| Comissão de Justiça e Redação            | Gervasto Elíseo Maschio (PMDB) | Antenor Biolcatti (PMDB)       | [ 9 ]  |
| Comissão de Finanças e Orçamento         | José de Araújo (PMDB)          | Emílio Magalhães (PDS)         | [ 9 ]  |
| Comissão de Finanças e Orçamento         | José de Araújo (PMDB)          | Waldemar Soares (PDS)          | [ 9 ]  |
| Comissão de Obras e Serviços Públicos    | Adelmo Campanholo (PMDB)       | Emílio Magalhães (PDS)         | [ 9 ]  |
| Comissão de Obras e Serviços Públicos    | Adelmo Campanholo (PMDB)       | Ademir Scarpelli (PMDB)        | [ 9 ]  |
| Comissão de Cultura e Assistência Social | Norio Arimura (PDS)            | Antenor Biolcatti (PMDB)       | [ 9 ]  |
| Comissão de Cultura e Assistência Social | Norio Arimura (PDS)            | José Mendes Botelho (PMDB)     | [ 9 ]  |
| Comissões Permanentes                    | 1981                           | 1981                           | 1981   |
| Comissões Permanentes                    | Presidente                     | Membros                        | Ref.   |
| Comissão de Justiça e Redação            | José Carlos de Almeida (PMDB)  | Gervasto Elíseo Maschio (PMDB) | [ 10 ] |
| Comissão de Justiça e Redação            | José Carlos de Almeida (PMDB)  | Antonio Sebastião (PDS)        | [ 10 ] |
| Comissão de Finanças e Orçamento         | Waldemar Soares (PDS)          | Belarmino Maximiano (PMDB)     | [ 10 ] |
| Comissão de Finanças e Orçamento         | Waldemar Soares (PDS)          | Ademir Scarpelli (PMDB)        | [ 10 ] |
| Comissão de Obras e Serviços Públicos    | José de Araújo (PMDB)          | Waldemar Soares (PDS)          | [ 10 ] |
| Comissão de Obras e Serviços Públicos    | José de Araújo (PMDB)          | José Mendes Botelho (PMDB)     | [ 10 ] |
| Comissão de Cultura e Assistência Social | Affonso Maria Zanei (PDS)      | Waldemar Polimeno (PDS)        | [ 10 ] |
| Comissão de Cultura e Assistência Social | Affonso Maria Zanei (PDS)      | Walter Hugo Pinaya (PMDB)      | [ 10 ] |
| Comissões Permanentes                    | 1982                           | 1982                           | 1982   |
| Comissões Permanentes                    | Presidente                     | Membros                        | Ref.   |
| Comissão de Justiça e Redação            | José Carlos de Almeida (PMDB)  | Antonio Sebastião (PDS)        | [ 11 ] |
| Comissão de Justiça e Redação            | José Carlos de Almeida (PMDB)  | Belarmino Maximiano (PMDB)     | [ 11 ] |
| Comissão de Finanças e Orçamento         | Gervasto Elíseo Maschio (PMDB) | Walter Hugo Pinaya (PMDB)      | [ 11 ] |
| Comissão de Finanças e Orçamento         | Gervasto Elíseo Maschio (PMDB) | José de Araújo (PMDB)          | [ 11 ] |
| Comissão de Obras e Serviços Públicos    | Waldemar Soares (PDS)          | José Mendes Botelho (PMDB)     | [ 11 ] |
| Comissão de Obras e Serviços Públicos    | Waldemar Soares (PDS)          | André Justo Mascotto (PMDB)    | [ 11 ] |
| Comissão de Cultura e Assistência Social | Affonso Maria Zanei (PDS)      | Belarmino Maximiano (PMDB)     | [ 11 ] |
| Comissão de Cultura e Assistência Social | Affonso Maria Zanei (PDS)      | Américo Lopes Gil (PMDB)       | [ 11 ] |